# Pálmajor
Pálmajor è un comune dell'Ungheria di 340 abitanti (dati 2001) situata nella contea di Somogy, nell'Ungheria centro-occidentale.